# Lynn Spencer-Galanes
Margaret Lynn von der Heide-Spencer-Galanes (* 6. Juni 1954 in Anchorage, Alaska) ist eine ehemalige US-amerikanische Skilangläuferin.
1976 trat Spencer-Galanes bei den Olympischen Winterspielen in Innsbruck über die 5-Kilometer-Distanz an, beendete den Wettkampf aber vorzeitig. Bei ihrer zweiten olympischen Teilnahme 1980 in Lake Placid erreichte sie über 10 Kilometer Rang 31. Mit ihren Staffelkolleginen Alison Owen-Spencer, Beth Paxson und Leslie Bancroft-Krichko belegte sie über 4 × 5 Kilometer den siebten Platz.
Zwei Jahre später, 1982, wurde Spencer-Galanes nationale Meisterin im Langlauf über 5, 10 und 20 Kilometer. Beim Weltcup in Labrador City erreichte sie 1983 ihre einzige Top-Ten-Platzierung in einem Einzelrennen über 10 Kilometer.
Ebenfalls über 5, 10 und 20 Kilometer trat Spencer-Galanes bei den olympischen Winterspielen 1984 in Sarajevo an. Sie belegte dabei die Plätze 27, 40 und 33. Die Staffel mit Susan Long, Judy Rabinowitz und Patricia Ross beendete sie wie bereits vier Jahre zuvor auf dem siebten Rang.
Spencer-Galanes besuchte die A. J. Diamond High School in Anchorage und studierte anschließend Physik an der University of Alaska.
Spencer-Galanes war mit dem Langläufer und nordischen Kombinierer Jim Galanes verheiratet.